# Zingiber marginatum
Zingiber marginatum är en enhjärtbladig växtart som beskrevs av William Roxburgh. Zingiber marginatum ingår i släktet Zingiber och familjen Zingiberaceae. Inga underarter finns listade i Catalogue of Life.